# Parafia św. Józefa w Bielsku-Białej
Parafia pw. Świętego Józefa w Bielsku-Białej – parafia rzymskokatolicka znajdująca się w Bielsku-Białej. Należy do Dekanatu Bielsko-Biała III – Wschód diecezji bielsko-żywieckiej. Erygowana w 1983.

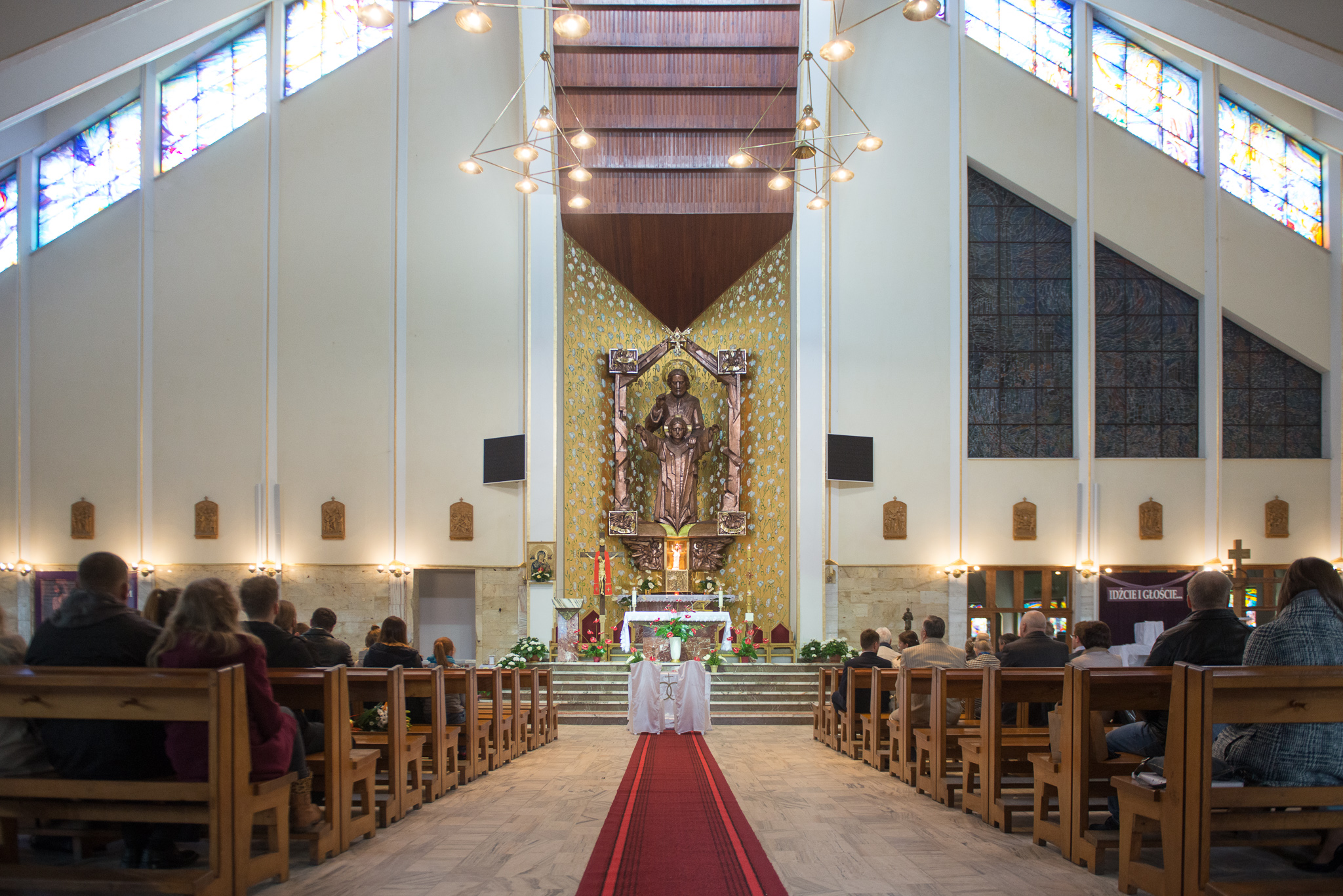
Wnętrze kościoła udekorowanego z okazji ślubu

 Jest prowadzona przez księży diecezjalnych.